# Невельський міський округ
Невельський район (рос. Невельский район) — адміністративно-територіальна одиниця (район) та муніципальне утворення (муніципальний район) у складі Сахалінської області Російської Федерації.
Адміністративний центр — місто Невельськ.

## Географія
Знаходиться на півдні Сахаліну.
Невельський район прирівняний до районів Крайньої Півночі.

## Історія
Район утворений 5 червня 1946 року. З 1905 по 3 вересня 1945 року входив до складу губернаторства Карафуто Японії.

## Населення
| 2002    | 2009    | 2010    | 2011    | 2012    | 2013    | 2014    |
| ------- | ------- | ------- | ------- | ------- | ------- | ------- |
| 8225    | ↗21 763 | ↘17 558 | ↘17 417 | ↘16 788 | ↘16 348 | ↘15 966 |
| 2015    | 2016    | 2017    | 2018    | 2019    |         |         |
| ↘15 782 | ↘15 751 | ↘15 716 | ↘15 459 | ↘15 098 |         |         |